# PVF-CAND FC
Der PVF-Cong An Nhan Dan Football Club (vietnamesisch Câu lạc bộ bóng đá PVF-Công An Nhân Dân), auch als PVF-CAND bekannt, ist ein vietnamesischer Fußballverein aus Hưng Yên. Aktuell, Stand August 2025, spielt der Verein in der höchsten Liga des Landes, der V.League 1.

## Geschichte
Der Verein wurde 2018 als Phố Hiến FC gegründet. Hier wurden die Absolventen der PVF Academy aufgenommen um sie an das professionelle Fußballniveau heranzuführen. 2023 übernahm das Ministry of Public Security den Verein und benannte ihn in seinen heutigen Namen um.
Nachdem der Quảng Nam FC im August 2025 den Rückzug aus der ersten Liga bekannt gab und der Vizemeister der zweiten Liga Bình Phước FC auf den Aufstieg verzichtete, wurde als Nachrücker der PVF-CAND FC für die erste Liga bestimmt.

## Erfolge
- Vietnamesischer Zweitligavizemeister: 2019, 2023, 2023/24

## Stadion
Seine Heimspiele trägt der Verein im PVF Stadium (vietnamesisch SVĐ Trung tâm đào tạo trẻ PVF) in Hưng Yên aus. Das Stadion hat ein Fassungsvermögen von 4500 Personen.

## Trainerchronik
Stand: August 2025
| Trainer         | Nation   | von            | bis              |
| --------------- | -------- | -------------- | ---------------- |
| Hien Vinh Hua   | Vietnam  | 24. April 2018 | 2. Dezember 2021 |
| Mauro Jerónimo  | Portugal | 1. Januar 2022 | 14. März 2025    |
| Bao Khanh Thach | Vietnam  | 24. März 2025  |                  |